# Perzej Makedonski
Perzej  (grško starogrško Περσεύς, Perseus) je bil zadnji kralj (Basieus) Makedonskega  kraljestva, ustanovljenega po smrti Aleksandra Velikega leta 323 pr. n. št.,   * okoli 212 pr. n. št., Pella, Makedonsko kraljestvo, † 166 pr. n. št., Alba Fucens, Italija.
Po Perzejevem porazu v bitki pri Pidni 22. junija 168 pr. n. št. je njegovo kraljestvo propadlo in Makedonija je prišla pod rimsko oblast.

## Mladost
Perzej je bil sin kralja Filipa V. Makedonskega in priležnice, morda Polikratije Argoške.  Mati se je zato bala, da bo makedonski prestol nasledil Filipov zakonski sin in Perzejev mlajši polbrat Demetrij, ne nazadnje tudi zaradi vmešavanja Rimljanov, ki so svojega nekdanjega talca imeli za pravega prijatelja. Perzej je s spletkami očeta prepričal, da je Demetrij izdajalec in oče ga je dal usmrtiti.

## Vladanje
Leta 179  pr. n. št. je Filip V. Makedonski umrl in Perzej je nasledil njegov prestol. Četudi se z vpletenostjo v Demetrijevo usmrtitev ni prikupil Rimljanom, je  bilo eno od njegovih  prvih dejanj po prihodu na prestol obnovitev sporazuma z Rimsko republiko. Drugi Perzejevi ukrepi -  vmešavanje v notranje zadeve svojih sosedov,  izgon rimskega zaveznika Abrupolisa z njegovih ozemelj v Trakiji, oborožen obisk Delfov, izogibanje rimskim veleposlanikom v Makedoniji in njegova dinastična poroka so povzročale zaskrbljenost rimskega Senata.
Državi sta se  zato kmalu zapletli v tretjo makedonsko vojno, ki je trajala od leta 171 do 168 pr. n. št. Čeprav je imel Perzej na začetku vojne nekaj uspehov, se je vojna končala z njegovim popolnim porazom v bitki pri Pidni in vdajo rimskemu generalu Luciju Emiliju Pavlu.  Perzeja, polbrata Filipa in sina Aleksandra so Rimljani kot ujetnike odpeljali v Rim. Blaise Pascal v svoji Pensées (Lafuma 15) méni, da so Perzeju zamerili, ker (po porazu pri Pidni) ni naredil samomora. Antigonidsko Makedonsko kraljestvo je razpadlo. Rimljani so na njegovem ozemlju ustanovili  štirimi od Rima odvisne republike. Rimsko oblast je za približno eno leto prekinil Andrisk Makedonski, vendar je bil leta 148 pr. n. št. poražen. Po zatrtju njegovega upora so bile leta 146 pr. n. št. vse štiri republike  ukinjene in združene v rimsko provinco Makedonijo.

## Družina
Perzej se je leta 178 pr. n. št. poročil z Laodiko V., hčerko Selevka IV. Sirijskega. Eden od njunih sinov, Aleksander, je bil ob očetovem porazu še otrok. Po triumfu Emilija Pavla leta 167 pr. n. št. je bil skupaj z očetom interniran v Albi Fucens. Postal je spreten obdelovalec kovin, se naučil latinščine in postal javni notar.